# Maria Domenica Melone
Maria Domenica Melone, in religione Mary (La Spezia, 16 agosto 1964), è una religiosa e teologa italiana.
È una suora teologa appartenente alle suore francescane angeline, istituto di cui è superiora generale dal 15 luglio 2019. È stata rettore della Pontificia università Antoniana dal 2014 al 2019, prima donna a ricoprire la carica di rettore di un'università pontificia.

## Biografia
Già laureata in pedagogia presso la Libera Università Maria Ss. Assunta, il 19 giugno 2000  consegue il  dottorato   in   teologia   dogmatica  presso la Pontificia Università Antonianum con una tesi su Lo Spirito Santo nel De Trinitate di Riccardo di San Vittore, pubblicata dalle Edizioni Antonianum nella collana Studia antoniana.
Preside dell’Istituto Superiore di Scienze Religiose “Redemptor Hominis” della Pontificia Università Antonianum dall’anno accademico 2001-2002 all’anno accademico 2007-2008, il 2 marzo 2011 è nominata professore straordinario nella Facoltà di Teologia della stessa Università. Presidente della S.I.R.T., Società Italiana per la Ricerca Teologica, ha pubblicato in diverse riviste quali Antonianum, Doctor Seraphicus, Freiburger Zeitschrift für Philosophie und Theologie, Italia francescana, Quaderni di spiritualità francescana, Ricercheteologiche, Studi francescani, Theotokos.
Il 16 luglio 2014 è stata nominata da papa Francesco consultore della Congregazione per gli Istituti di Vita Consacrata e le Società di Vita Apostolica.
È una delle 6 donne nominate da Papa Francesco a membro della nuova Commissione di Studio sul diaconato delle donne.
Il 15 luglio 2019, festa di san Bonaventura da Bagnoregio, è stata eletta superiora generale delle Suore Francescane Angeline per il sessennio 2019-2025. Di conseguenza, si è dimessa dalla carica di rettore nel settembre successivo.

## Opere principali
- Lo Spirito Santo nel magistero di Giovanni Paolo II, in Quaderni di spiritualità francescana, 20 (1998), p. 77-95.
- La Vergine Maria Madre di Dio e pellegrina nella fede, in Quaderni di spiritualità francescana, 22 (2000), p. 151-169.
- Lo Spirito Santo nel "De Trinitate" di Riccardo di S. Vittore, Roma 2001.
- Lo Spirito Santo nel "De Trinitate" di Riccardo di S. Vittore: l'originalità di una proposta, in Antonianum, 77 (2002), p. 33-65.
- La comunione dello Spirito Santo in alcuni testi di Riccardo di S. Vittore, in Ricerche teologiche, 15 (2004), p. 159-187.
- Patì sotto Ponzio Pilato, fu crocifisso, morì e fu sepolto; discese agli inferi; il terzo giorno risuscitò da morte, in Ricerche teologiche, 15 (2004), p. 415-427.
- Francescani e francescane: insieme per una fraternità evangelica, in Carisma e missione. Atti dell’assemblea generale MOFRA, Roma 2006, p. 22-36.
- L’unità dell’amore nella visione cristiana. L’enciclica “Deus caritas est” a confronto con il pensiero di Bernardo di Chiaravalle, Guglielmo di Saint-Thierry e Riccardo di San Vittore, in Antonianum, 83 (2008), p. 385-417.
- La Vergine gloriosa dei Sermoni di Antonio da Padova in Quaderni di spiritualità francescana, 26 (2004), p. 27-43.
- Antonio di Padova, Camminare nella luce. Sermoni scelti per l’anno liturgico, a cura di M. Melone (Letture cristiane del secondo millennio, 43), Edizioni Paoline, Milano 2009.
- "Donum in quo omnia alia donantur". Aspetti di teologia dello Spirito Santo in Bonaventura da Bagnoregio» in Ricerche teologiche, 17 (2006), p. 51-75.
- Ascensus-descensus, Circumincessio, Spirito Santo, in Dizionario Bonaventuriano, a cura di E. Caroli, Padova, 2008, coll. 208-211, 230-231, 761-771.
- La recezione della teologia trinitaria di Riccardo di San Vittore nel Commento alle Sentenze di Bonaventura da Bagnoregio» in Horowski A. (ed.), Religioni et doctrinae, Miscellanea in onore di P. Bernardino Garcia Armellada, Roma., 2009, p. 141-174.
- Presso Dio non vi è preferenza di persone, e lo Spirito santo, ministro generale dell’Ordine, si posa egualmente sul povero e sul semplice (2Cel 193), in Autorità e obbedienza nella vita consacrata e nella famiglia francescana, a cura di P. Martinelli, Bologna., 2008, p. 109-124.
- “Crediamo e amiamo… l’altissimo e sommo e eterno Dio, trino e uno” (RnB 23,11). La dimensione trinitaria della spiritualità di Francesco d’Assisi, in La grazia delle origini, a cura di P. Martinelli, Bologna, 2009, p. 235-259.
- La pneumatologia contemporanea. Indicazioni in margine allo status quaestionis, in Giorgio G. - Melone M. (edd.), Credo nello Spirito Santo, Bologna 2009, p. 45-78.
- L’Elevatio in/ad Deum nel Memoriale nel contesto della teologia mistica di fine XIII secolo, in Il Liber di Angela da Foligno: temi spirituali e mistici. Atti del Convegno internazionale di studio (Foligno, 13-14 novembre 2009), a cura di D. Alfonsi e M. Vedova, Spoleto 2010, .p. 69-92.
- Il martirio nei Sermoni di sant’Antonio, in Dai Protomartiri francescani a sant’Antonio di Padova. Atti della Giornata di Studio (Terni, 11 giugno 2010) Centro Sudi Antoniani, Padova 2011, p. 67-93.
- Il desiderio di martirio di Francesco d'Assisi nella "Legenda maior" di Bonaventura da Bagnoregio, in Studi Francescani, 108 (2011), p. 509-524.
- Riccardo di San Vittore, La Preparazione dell'anima alla contemplazione: Beniamino minore, a cura di M. Melone (Letture cristiane del secondo millennio, 49), Edizioni Paoline, Milano 2012.
- La vita di Dio, summa bonitas et caritas, nel mistero della Trinità: il fondamento della comunione e della creazione, in Doctor Seraphicus, 062 (2014), p. 7-23.
- Novità e tradizione nella Pontificia Università Antonianum, in Antonianum, 90 (2015), p. 429-434.
- La predicazione minoritica da Antonio di Padova a Bonaventura da Bagnoregio, in Odorifera verba Domini mei, Cittadella Editrice, Assisi 2015, p. 43-76.
- Sant'Angela da Foligno. Contemplativa, mistica, apostola, in Miscellanea Francescana, 115 (2015), p. 258-266.
- Riccardo di San Vittore, La Grazia della contemplazione: Beniamino maggiore, introduzione e note di M. Melone, traduzione di A. Orazzo, Diogene Edizioni, Campobasso (CB) 2016.
- La donna nella Chiesa : tra attese teologiche e prospettive ecclesiologiche, in Italia francescana, 91 (2016), p. 51-65.
- Chiara e il capezzolo d'oro, in S. Caligiani, La voce delle donne. Pluralità e differenza nel cuore della Chiesa, Paoline, Milano 2019, p. 76-84.